# Leonardo Gonçalves
Leonardo Ribeiro Gonçalves (* 1. März 1996 in Iguapu, Bundesstaat São Paulo) ist ein brasilianischer Judoka. Er gewann 2024 Bronze im Mixed-Team bei den Olympischen Spielen. 2023 war er mit der Mannschaft Zweiter bei den Panamerikanischen Spielen.

## Sportliche Karriere
Leonardo Gonçalves kämpft in der Gewichtsklasse bis 100 Kilogramm. 2015 gewann er bei den Juniorenweltmeisterschaften die Silbermedaille hinter dem Russen Nijas Iljassow. 2016 siegte Gonçalves bei den panamerikanischen U21-Meisterschaften. Im Jahr darauf wurde er Dritter bei den Panamerikanischen Meisterschaften, nachdem er im Halbfinale gegen den Kubaner Andy Granda verloren hatte. 2018 bezwang Gonçalves im Finale der Panamerikanischen Meisterschaften Lewis Medina aus der Dominikanischen Republik. 2019 verlor der Brasilianer im Finale der Panamerikanischen Meisterschaften gegen den Kanadier Shady El Nahas.
2020 wurden wegen der COVID-19-Pandemie nur wenige internationale Turniere ausgetragen. Gonçalves belegte im November den fünften Platz bei den Panamerikanischen Meisterschaften. Ein halbes Jahr später fanden die Panamerikanischen Meisterschaften 2021 statt, diesmal gewann Gonçalves den Kampf um Bronze gegen seinen Landsmann Rafael Buzacarini. 2023 erreichte Gonçalves wieder das Finale bei den Panamerikanischen Meisterschaften und erhielt die Silbermedaille hinter Shady El Nahas. Bei den Panamerikanischen Spielen in Santiago verlor Gonçalves im Halbfinale gegen den Kanadier, der Brasilianer belegte den fünften Platz. Mit der Mannschaft wurde Gonçalves Zweiter, wobei er nur einmal antrat, die anderen Kämpfe bestritt der Schwergewichtler Rafael Silva.
2024 erkämpfte Gonçalves Bronze bei den Panamerika- und Ozeanienmeisterschaften. Bei den Weltmeisterschaften 2024 in Abu Dhabi verlor er seinen Auftaktkampf gegen den Russen Arman Adamjan. Bei den Olympischen Spielen in Paris unterlag Gonçalves gleich in seinem Auftaktkampf gegen Dzhafar Kostoev, der für die Vereinigten Arabischen Emirate antrat. Im Mixed-Team-Wettbewerb siegte Gonçalves im Achtelfinale gegen Kasachstan und steuerte damit den entscheidenden vierten Punkt bei. Im Viertelfinale gegen Deutschland verlor er gleich zweimal gegen Erik Abramov. In der Hoffnungsrunde gegen Serbien trat Rafael Silva an. Im Kampf um Bronze gegen Italien ging wieder Gonçalves auf die Matte. Er verlor seinen Kampf, aber die Brasilianer erkämpften dank Rafaela Silva die Bronzemedaille.